# Fortunato Franco
Pour les articles homonymes, voir Franco (homonymie).
Fortunato Franco, aussi connu sous le nom de Fortunato Arturo Franco (né le 2 mai 1939 à Goa et mort dans la même ville le 10 mai 2021), est un footballeur indien des années 1960.

## Biographie
Il participe avec la sélection indienne aux Jeux olympiques de 1960, puis à la Coupe d'Asie des nations 1964, où il termine finaliste.